# Бастхајм
Бастхајм (њем. Bastheim) општина је у њемачкој савезној држави Баварска. Једно је од 37 општинских средишта округа Рен-Грабфелд. Према процјени из 2010. у општини је живјело 2.552 становника. Посједује регионалну шифру (AGS) 9673116.

## Географски и демографски подаци
Бастхајм се налази у савезној држави Баварска у округу Рен-Грабфелд. Општина се налази на надморској висини од 284 метра. Површина општине износи 41,8 km². У самом мјесту је, према процјени из 2010. године, живјело 2.552 становника. Просјечна густина становништва износи 61 становника/km².